# 포르투갈군

포르투갈군(포르투갈어: Forças Armadas)은 포르투갈의 군대이다. 여기에는 국군 참모부, 기타 통일 기관 및 포르투갈 해군, 포르투갈 육군, 포르투갈 공군의 세 가지 서비스 부서가 포함된다.
공화국 대통령은 "군 최고 사령관"(Comandante Supremo das Forças Armadas)이라는 직함을 지닌 포르투갈 군대의 수장이다. 그러나 국군의 운용과 국방정책의 집행은 국방부장관을 거쳐 정부(국무총리가 위원장)가 한다. 군 최고위 장교는 국군 참모총장으로, 평시에는 국군의 작전통제권을 갖고, 전쟁 시에는 전권을 행사한다.
군대는 포르투갈을 보호하고 북대서양조약기구, 유엔 또는 유럽연합의 명령에 따라 국제 평화 유지 노력을 지원할 책임이 있다.
포르투갈은 2017년 세계 평화 지수에서 세계에서 3번째로 가장 평화로운 국가로 선정되었으며, 현재 심각한 국가 안보 문제는 없다. 따라서 포르투갈 군대는 비군사적 공공 서비스 활동과 외부 군사 작전에 중점을 두었다. 최근 외부 작전으로는 아덴만의 해적퇴치 활동, 중앙아프리카공화국과 아프가니스탄 분쟁, 동티모르, 레바논, 코소보, 보스니아-헤르체고비나의 평화유지 임무, 아이슬란드와 발트해의 항공경찰 활동 등이 있다.
군대와 기타 기관은 포르투갈 대륙, 마데이라, 아조레스 제도를 포함한 포르투갈 영토 전역에 주둔하고 있다.
포르투갈 군대는 1990년대 초반에 여성에게 개방되었다. 포르투갈은 2004년 11월까지 모든 건강한 남성에 대해 의무 징집을 실시했다.